# Henderson (Argentina)
Henderson è una cittadina di 7.856 abitanti nella Provincia di Buenos Aires nel Partido di Hipólito Yrigoyen in Argentina.
La cittadina è stata fondata nel 1901 con il nome di Estancia La Porteña, nel 1909 ha preso il nome di Henderson, a causa della costruzione della linea Ferrocarril Midland de Buenos Aires e prende nome dal direttore della stessa, Frank Henderson.

## Economia
L'economia è basata sull'agricoltura e sull'allevamento.

## Amministrazione

### Gemellaggi
- Henderson